# 钱元珰
钱元珰（899年—970年），杭州錢塘（今浙江杭州）人，五代十國的吳越國武肃王钱镠的第二十二子。母亲金氏，同母兄弟钱元懿、钱元玧、钱元球、钱元珣，原名钱传珰。
钱元珰生于唐昭宗光化二年二月十七，通晓音律，吴越忠懿王钱弘俶（七哥钱元瓘的第九子）常常集会宗亲。钱弘俶的弟弟钱弘仪弹奏七宝琵琶，钱弘俶命钱元珰为之合拍，曲终，钱弘俶大喜，赐钱弘仪北绫五千段，钱元珰钱一千缗。